# Aquiles Concha Stuardo
Aquiles Concha Stuardo (Santiago, 2 de julio de 1885-ibíd, 31 de diciembre de 1972) fue un ingeniero mecánico y político chile, miembro del Partido Demócrata.

## Familia y estudios
Nació en Santiago, el 2 de julio de 1885; hijo de Malaquías Concha Ortíz y Amandina Stuardo Prado.
Realizó sus estudios superiores en la carrera de ingeniería mecánica en la Escuela de Artes y Oficios, egresando en 1902. Fue becado por el gobierno para perfeccionarse en metalurgia, estudiando seis años en Europa en las escuelas parisinas de Duvignau de Lanneau, National Superieure de Mines y Traveaux Publiques de Batiment et de l’Industrie (Francia).
Se casó en Santiago, el 2 de julio de 1921, con Sofia Knudtzon-Trampe González, con quien tuvo tres hijos.

## Actividad profesional
Se desempeñó profesionalmente como ingeniero de la Inspección de Geografía y Minas del Ministerio de Industria, Obras Públicas y Ferrocarriles, hasta 1912. Mientras tanto realizó el trabajo de mineralogista en la Inspección de Geografía y Minas; tuvo a su cargo la clasificación de muestras del Museo Mineralógico de la Inspección de Minas. En 1915, dirigió la Exposición de Minería que mostró el procedimiento empleado en Chuquicamata, para la extracción del cobre.
Entre otras actividades, colaboró con la prensa con temas de su especialidad.

## Actividad política
Militó en el Partido Demócrata, siendo secretario de convenciones y director general de la colectividad.
En las elecciones parlamentarias de 1925, fue elegido como senador por la Cuarta Agrupación Provincial (Santiago), por el periodo legislativo 1926-1930. Durante su gestión integró la Comisión Permanente de Agricultura, Minería, Fomento Industrial y Colonización.
En las elecciones parlamentarias de 1930, fue reelegido como senador, pero esta vez por la Segunda Agrupación Provincial (Atacama y Coquimbo), por el periodo 1930-1938. Fue electo en reemplazo del senador titular, Guillermo Azócar, quien en mayo de 1931, aceptó el cargo de ministro de Estado, incompatible con el de senador. Se incorporó el 13 de julio de 1931. Fue senador reemplazante en la Comisión Permanente de Obras Públicas y Vías de Comunicación. Sin embargo, no logró finalizar el período legislativo, a causa de un golpe de Estado que estalló el 4 de junio de 1932, el cual decretó el día 6 de ese mismo mes, la disolución del Congreso Nacional.
Al restituirse el parlamento, en las elecciones parlamentarias de 1932, repostuló a su cargo, siendo elegido por la misma Segunda Agrupación Provincial (Atacama y Coquimbo), por el periodo 1933-1941; integró la Comisión Permanente de Policía Interior.
Falleció en su comuna natal, el 31 de diciembre de 1972.